# كريس غارنر (كرة سلة)
كريس غارنر (بالإنجليزية: Chris Garner) مواليد 2 فبراير 1975 في ممفيس، هو لاعب كرة سلة أمريكي سابق. بدأ مسيرته الاحترافية في سنة 1997. اعتزل اللعب في 2010.

## المسيرة الاحترافية
لعب مع تورونتو رابتورز في موسم 1997–1998، ثم لعب مع زالغيريس لكرة السلة في موسم 1999–2000، ثم لعب مع غولدن ستايت ووريورز في سنة 2001، ثم لعب مع إس تي بي لو هافر في الدوري الفرنسي في سنة 2001.

## روابط خارجية
- كريس غارنر على موقع إن بي أي (الإنجليزية)
- كريس غارنر على موقع سبورتس رفرنس (الإنجليزية)
- كريس غارنر على موقع كرة السلة الأوروبية.كوم (الإنجليزية)
- كريس غارنر على موقع كلية كرة السلة في سبورتس رفرنس.كوم (الإنجليزية)
- كريس غارنر على موقع ريلجم (الإنجليزية)
- كريس غارنر على موقع بروبوليرز (الإنجليزية)
- كريس غارنر على موقع سبورتس رفرنس (الإنجليزية)
- كريس غارنر على موقع سبورتس رفرنس (الإنجليزية)